# Wapen van Wanze

Het wapen van Wanze.

Het wapen van Wanze werd voor het eerst op 5 maart 1954 aan de Luikse gemeente Wanze toegekend en op 12 februari 1980 in ongewijzigde vorm herbevestigd.

## Geschiedenis
Het wapen is dat van het graafschap Moha, waartoe Wanze historisch gezien behoorde en dat men ook aantrof op een 17e-eeuwse zegelafdruk van de schepenbank. De voormalige hoofdstad van het graafschap, het gelijknamige Moha, werd in 1977 samen met Antheit, Bas-Oha, Huccorgne en Vinalmont opgenomen in de nieuwe fusiegemeente Wanze.

## Blazoen
Het wapen wordt als volgt omschreven:
D'argent au franc-quartier de gueules.
Van zilver met een vrijkwartier van keel.— 5 maart 1954/12 februari 1980.